# Texananus barbus
Texananus barbus är en insektsart som beskrevs av Delong 1944. Texananus barbus ingår i släktet Texananus och familjen dvärgstritar. Inga underarter finns listade i Catalogue of Life.